# ピアノソナタ第2番 (ブーレーズ)
ピアノソナタ第2番はピエール・ブーレーズによって1948年に作曲されたピアノソナタ。初演は1950年4月29日、パリでイヴェット・グリモーによる。アメリカ初演は同年12月17日、デイヴィッド・チューダーによって行われた。

## 概要
初期ブーレーズの代表作の一つであり、セリー主義音楽の代表的な作品として、また前衛的なピアノソナタの記念碑的存在として有名である。作曲家自身はこの曲について、「古い諸形式を解体し、シェーンベルク的音列概念と訣別しようとした作品」と語る。12音音楽を基礎とし、各楽章で12音音列が設定され、基本となる音列は譜面上で冒頭に提示されている。しかしほとんどの箇所でセリーが複雑に入り組んでいるため、アナリーゼは大変難しい。曲を理解するのに十分な知識が必要とされるのみならず、演奏至難な箇所も随所に存在し、20世紀のピアノ曲の中でも屈指の難曲とされる。
ピアニストマウリツィオ・ポリーニは、この曲を現代音楽のレパートリーとしており、その録音も高く評価されている。

## 構成
全4楽章。演奏時間は全楽章で32分が目安とされている（Heugel社の楽譜による）。
- 第1楽章 Extrêmement rapide（とても速く）

12音音列は「D-A-D#-G#-C#-F-G-Bb-B-C-F#-E」

ソナタ形式の解体が試みられる。断片的な動機を積み重ねた主題と和音の主題という2つの主題の対比など、伝統的ソナタ形式の要素を引き継ぐが、それらは曲の展開に従ってしだいに解体されてゆく。
- 第2楽章 Lent（遅く）

緩徐楽章。一種の変奏曲形式をとる。冒頭の主題はそれ自体の要素によって増殖し、クライマックスを形成した後、何事もなかったかのように、元の静寂な曲調へと戻る。
- 第3楽章 Modéré, presque vif（中ぐらいの速さで、生き生きと）

12音音列は「D-A-D#-G#-B-E-F#-Bb-C-C#-G-F」

スピード感と躍動感のある短い楽章で、4つのスケルツォ風の部分とそれを中断する3つのトリオで構成される。なおスケルツォの部分だけ見ると基本形 - 逆反行形 - 基本形の変奏 - 基本形の変奏の逆反行形 となっていることがわかる。
- 第4楽章 Vif（生き生きと）

導入部に続いて、フーガ的な遅い部分と細かい動機が炸裂する速い部分からなる主部が現れるが、第1楽章と同様に曲の展開に従って解体されてゆく。
コーダではドイツ音名による「BHCA（BACHのアナグラム）」の音が提示され、バッハへのオマージュとなっている。